# روبرت ويليامسون
روبرت ويليامسون (بالإنجليزية: Robert Williamson)‏ هو عالم أحياء جزيئية بريطاني، ولد في 1938.